# Courageous (lớp tàu sân bay)
Lớp tàu sân bay Courageous, đôi khi còn được gọi là lớp Glorious, là lớp nhiều chiếc tàu sân bay đầu tiên phục vụ cùng Hải quân Hoàng gia Anh Quốc. Ba chiếc trong lớp Courageous, Glorious và Furious nguyên được đặt lườn như những "tàu tuần dương hạng nhẹ lớn" (tàu chiến-tuần dương) để sử dụng cho Kế hoạch Baltic trong Chiến tranh Thế giới thứ nhất. Mặc dù là những tàu chiến rất nhanh, việc chỉ có vỏ giáp tối thiểu và ít khẩu pháo đã giới hạn hoạt động của chúng cùng Hải quân Hoàng gia sau chiến tranh, và được đưa về lực lượng dự bị. Chúng được kể là những tàu chiến chủ lực theo những quy định của Hiệp ước Hải quân Washington năm 1922 và được tính vào tổng tải trọng cho phép của Hải quân Hoàng gia. Thay vì phải tháo dỡ, Hải quân Anh chọn cải biến chúng thành những tàu sân bay như được Hiệp ước cho phép.
Vốn đã được cải biến một phần trong chiến tranh, Furious bắt đầu cải biến thành tàu sân bay vào năm 1921 ngay cả trước khi Hiệp ước có hiệu lực. Nó có một sàn cất-hạ cánh kéo dài ba phần tư chiều dài con tàu; và để tối thiểu hóa sự nhiễu loạn không khí, nó hoàn toàn không có cấu trúc thượng tầng hay "đảo". Điều này không hoàn toàn thỏa đáng nên một đảo nhỏ được bổ sung vào năm 1939. Một vấn đề khác là nó không có một ống khói truyền thống; thay vào đó, hơi thoát ra từ các nồi hơi được dẫn dọc theo mạn tàu rồi thoát ra qua những ô lưới sắt ở đuôi tàu hoặc bên mạn tàu nếu con tàu đang tiến hành quá trình hạ cánh. Những ống dẫn dài làm giới hạn chỗ chứa máy bay, và hơi thoát ra vẫn ảnh hưởng đến máy bay hạ cánh do sự nhiễu loạn không khí. Những chiếc nữa chị em Courageous và Glorious bắt đầu được cải biến thành tàu sân bay khi Furious sắp hoàn tất. Chúng sử dụng những kinh nghiệm mà Hải quân Hoàng gia có được kể từ khi Furious được thiết kế, và bao gồm một đảo cấu trúc thượng tầng và một ống khói, tăng dung lượng chứa máy bay thêm một phần ba và an toàn hơn khi hạ cánh.
Là chiếc tàu sân bay lớn (còn gọi là tàu sân bay "hạm đội") đầu tiên được hoàn tất của Hải quân Hoàng gia, Furious được sử dụng rộng rãi trong việc đánh giá kỹ thuật vận hành và hạ cánh máy bay, bao gồm việc hạ cánh ban đêm lần đầu tiên vào năm 1926. Courageous trở thành tàu chiến đầu tiên của Hải quân Hoàng gia bị mất trong Chiến tranh Thế giới thứ hai khi nó trúng ngư lôi từ một tàu ngầm U-boat Đức vào tháng 9 năm 1939. Glorious truy đuổi không thành công thiết giáp hạm bỏ túi Đức Admiral Graf Spee tại Ấn Độ Dương vào năm 1939; rồi tham gia Chiến dịch Na Uy năm 1940 nhưng bị các thiết giáp hạm Đức Scharnhorst và Gneisenau đánh chìm vào tháng 6 khi được phép quay trở về nhà một cách không khôn ngoan với sự hộ tống tối thiểu. Furious trải qua những tháng đầu tiên của chiến tranh săn đuổi tàu cướp tàu buôn và hộ tống đoàn tàu vận tải trước khi bắt đầu hỗ trợ lực lượng Anh tại Na Uy. Nó trải qua phần lớn năm 1940 tại vùng biển Na Uy tấn công các cơ sở và tàu bè Đức, rồi phần lớn năm 1941 vận chuyển máy bay đến Tây Phi, Gibraltar và Malta trước khi được tái trang bị tại Hoa Kỳ. Nó tiếp tục vận chuyển máy bay đến Malta trong thành phần các đoàn tàu vận tải Malta trong năm 1942 rồi hỗ trợ trên không cho lực lượng Anh trong Chiến dịch Torch. Nó trải qua phần lớn năm 1943 huấn luyện cùng với Hạm đội Nhà nhưng cũng thực hiện nhiều cuộc không kích nhắm vào thiết giáp hạm Đức Tirpitz và các mục tiêu khác tại Na Uy vào năm 1944. Tuy nhiên Furious đã trở nên cũ kỹ và lạc hậu; và với sự có mặt của nhiều tàu sân bay mới, nó được đưa về lực lượng dự bị vào tháng 9 năm 1944 trước khi bị loại bỏ vào năm tiếp theo, và được bán để tháo dỡ vào năm 1948.

## Hoạt động như tàu chiến-tuần dương

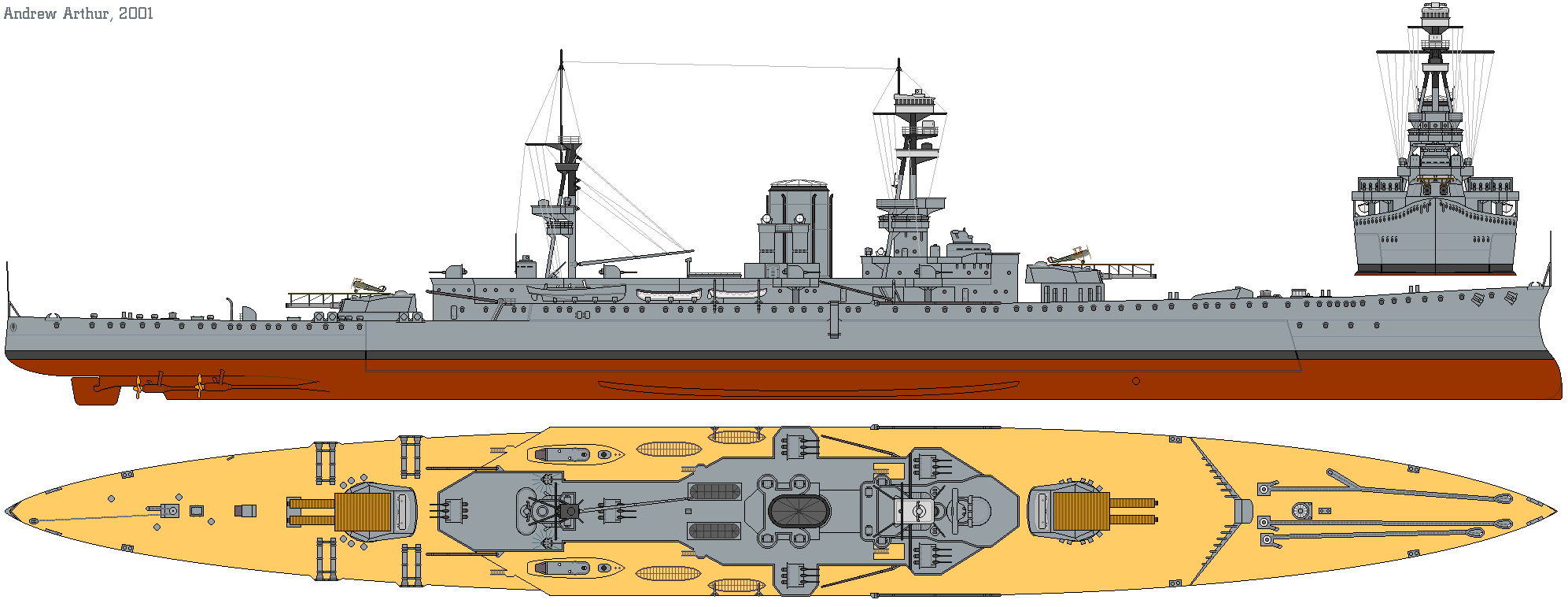
Sơ đồ chiếc Glorious như một tàu chiến-tuần dương

Hai chiếc đầu tiên trong lớp Courageous và Glorious trải qua Chiến tranh Thế giới thứ nhất tuần tra tại Bắc Hải, lên đến cao trào trong trận Heligoland Bight vào tháng 11 năm 1917. Chiếc nữa chị em với chúng Furious được thiết kế với một cặp pháo 18 inch (457 mm) thay vì bốn khẩu 15 inch (381 mm), nhưng được cải biến đang khi chế tạo để có một sàn cất cánh và hầm chứa máy bay thay cho tháp pháo và hầm đạn phía trước. Nó thực hiện một số chuyến tuần tra tại Bắc Hải trước khi tháp pháo phía sau cũng được tháo dỡ nốt để bổ sung thêm một sàn hạ cánh. Máy bay của nó đã tấn công căn cứ của khí cầu Zeppelin trong cuộc Không kích Tondern vào tháng 7 năm 1918.
Cả ba chiếc đều được đưa về lực lượng dự bị sau chiến tranh. Hiệp ước Hải quân Washington năm 1922 đã quy định giới hạn tổng tải trọng tàu chiến mà mỗi nước tham gia Hiệp ước được sở hữu, mọi chiếc vượt quá giới hạn này phải bị tháo dỡ. Tuy nhiên, cho đến những tàu hiện hữu có thể được cải biến thành tàu sân bay, và Hải quân Hoàng gia đã chọn những chiếc trong lớp Courageous do tốc độ nhanh của chúng. Mỗi chiếc được tái cấu trúc với một sàn cất-hạ cánh trong những năm 1920.

## Cải biến thành tàu sân bay

Một chiếc Sopwith Pup đang tìm cách hạ cánh không thành công xuống sàn đáp phía trước của Furious, ngày 7 tháng 8 năm 1917

Trong giai đoạn Chiến tranh Thế giới thứ nhất, Furious được trang bị một sàn cất cánh phía trước và một sàn hạ cánh phía sau, nhưng sàn sau hầu như không sử dụng được do những luồng gió mạnh chung quanh cấu trúc thượng tầng và hơi thoát ra từ ống khói. Nó bị bỏ không sau chiến tranh, rồi được cải biến thành tàu sân bay từ tháng 6 năm 1921 đến tháng 9 năm 1925. Thiết kế của nó dựa trên kinh nghiệm ít ỏi thu được từ hai chiếc tàu sân bay đầu tiên của Anh Quốc: Argus vốn chưa đầy ba năm tuổi, và Eagle mới chỉ thực hiện 143 lần hạ cánh trong những lượt chạy thử máy ngoài biển vào năm 1920.
Cấu trúc thượng tầng, các cột ăn-ten, ống khói và sàn hạ cánh của Furious được tháo dỡ, và nó được trang bị một sàn đáp kéo dài trên ba phần tư chiều dài con tàu với kích thước 576 nhân 92 foot (175,6 m × 28,0 m). Sàn đáp này không ngang bằng, nó dốc lên trong khoảng ba phần tư chiều dài từ đuôi để giúp giảm tốc độ máy bay hạ cánh, vốn không có phanh vào lúc nó được thiết kế. Các dây hãm trước và sau vào thời đó, ban đầu dài 320 foot (97,5 m) trên chiếc Furious, không được dự định để dừng chiếc máy bay hạ cánh, vì tốc độ hạ cánh vào lúc đó đủ chậm nên không cần đến nếu hướng đúng vào hướng gió; chúng dùng để ngăn ngừa máy bay bị chệch hướng và có thể rơi ra khỏi sàn đáp, Nhiều thiết kế khác nhau cho sàn đáp được thử nghiệm trong hầm gió của Phòng thí nghiệm Vật lý Quốc gia cho thấy dạng ellip đặc trưng và các cạnh tròn sẽ tối thiểu hóa việc nhiễu loạn. Để giảm tối đa sự nhiễu loạn không khí, Furious có sàn đáp suốt từ trước ra sau và không có đảo cấu trúc thượng tầng giống như Argus, thay vào đó nó có một phòng hải đồ thu lại được ở phía trước sàn cất cánh.
Một hầm chứa máy bay (hangar) hai tầng được bố trí bên dưới sàn đáp, mỗi tầng cao 15 foot (4,6 m), Hầm bên dưới dài 550 foot (167,6 m) và rộng 35–50 foot (10,7–15,2 m); trong khi hầm trên có kích thước 520 nhân 50 foot (158,5 nhân 15,2 m). Mỗi hầm chứa máy bay có thể được ngăn ra bởi những tấm vách thép vận hành bằng điện. Hơi thoát ra từ các nồi hơi của nó được dẫn theo mạn tàu để thoát ra qua những ô lưới sắt ở phía đuôi tàu; hoặc bên mạn tàu cạnh hầm chứa máy bay bên dưới nếu chiếc tàu sân bay đang tiến hành hạ cánh. Giải pháp này rất không thỏa đáng, vì nó chiếm dụng quá nhiều chỗ trống quý báu trong hầm tàu, khiến một phần hầm tàu bên dưới không sống nổi do quá nóng, và ở một mức độ ít hay nhiều đều ảnh hưởng đến hoạt động hạ cánh. Sàn cất cánh phía trước bên dưới nguyên thủy được giữ lại để sử dụng cho những máy bay nhỏ như máy bay tiêm kích, nhờ đó con tàu có thể đồng thời tiến hành hạ cánh trên sàn chính và cất cánh trên sàn dưới, hoặc nhanh chóng tung máy bay ra từ cả hai sàn. Các cánh cửa phía trước hầm chứa máy bay bên trên mở ra sàn cất cánh bên dưới. Hai thang nâng máy bay kích thước 47 nhân 46 foot (14,3 nhân 14,0 m) được trang bị để chuyển máy bay giữa sàn đáp và hầm chứa. Hai bồn chứa xăng máy bay sẵn sàng để sử dụng, dung tích 600 galông Anh (2.700 l; 720 gal Mỹ) dành cho máy bay và các xuồng của con tàu; và một bồn chứa xăng thứ ba dung tích 20.000 galông Anh (91.000 l; 24.000 gal Mỹ) được giữ trong kho dưới hầm tàu. Các dây hãm dọc trên sàn đáp tỏ ra không hữu dụng và bị tháo dỡ vào năm 1927 sau khi các thử nghiệm tiến hành trên Furious vào năm 1926 cho thấy các tấm rào chắn gió bên mép sàn đáp có hiệu quả giảm các cơn gió giật ngang có thể thổi máy bay qua mạn tàu.

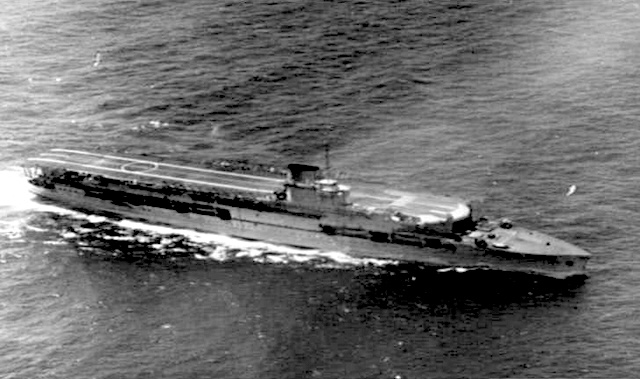
Glorious trên đường đi nhìn từ trên không, năm 1936

Courageous và Glorious được cải biến thành tàu sân bay sau khi Furious bắt đầu được tái cấu trúc, nên được hưởng nhờ những kinh nghiệm hoạt động thu được. Courageous được cải biến tại Devonport bắt đầu từ ngày 29 tháng 6 năm 1924, và Glorious tại Rosyth từ ngày 14 tháng 2 năm 1924. Chiếc sau được chuyển đến Devonport để hoàn tất việc cải biến sau khi công việc đối với Furious hoàn tất. Thiết kế của chúng dựa trên Furious với một số cải tiến dựa trên những kinh nghiệm có được kể từ khi nó được thiết kế. Tất cả cấu trúc thượng tầng, tháp pháo và trang bị cho đến mức sàn tàu chính được tháo dỡ. Một hầm chứa máy bay hai tầng, mỗi tầng cao 16 foot (4,9 m) và dài 550 foot (167,6 m), được cấu trúc bên trên phần lườn tàu còn lại; hầm chứa máy bay trên mở ra một sàn cất cánh ngắn bên dưới và phía trước sàn cất-hạ cánh chính. Hai thang nâng hơi lớn hơn, kích thước 46 nhân 48 foot (14,0 nhân 14,6 m), được trang bị phía trước và phía sau sàn đáp. Một đảo cấu trúc thượng tầng được bổ sung bên mạn phải với cầu tàu, trạm điều hành bay và ống khói; đảo cấu trúc thượng tầng không gây ra nhiều nhiễu loạn như người ta vấn lo ngại trước đó. Vào năm 1939 cả hai con tàu có khả năng chứa 34.500 galông Anh (157.000 l; 41.400 gal Mỹ) xăng.

## Mô tả

### Các đặc tính chung
Những chiếc trong lớp Courageous có chiều dài chung 786 foot 9 inch (239,8 m), mạn thuyền rộng 90 foot 6 inch (27,6 m) và mớn nước 28 foot (8,5 m) khi đầy tải nặng. Chúng đã tăng thêm 9 foot 6 inch (2,9 m) độ rộng mạn thuyền và hơn 2 foot (0,6 m) về mớn nước so với hình dạng trước đây như những tàu chiến-tuần dương. Chúng có trọng lượng choán nước tiêu chuẩn 24.210 tấn Anh (24.600 t) và lên đến 26.990 tấn Anh (27.420 t) khi đầy tải nặng, tăng thêm trên 3.000 tấn Anh (3.000 t). Chiều cao khuynh tâm giảm từ 6 foot (1,8 m) khi đầy tải nặng xuống còn 4,4 foot (1,3 m), và các con tàu có một đáy kép toàn bộ. Vào năm 1939, Courageous có một thủy thủ đoàn gồm 807 sĩ quan và thủy thủ, cộng với 403 thành viên các liên đội bay phối thuộc.
Chiếc nữa chị em Furious có cùng chiều dài, nhưng mạn thuyền rộng 89 foot 0,75 inch (27,1 m) và mớn nước trung bình 27 foot 3 inch (8,3 m) khi đầy tải nặng, sâu hơn 2 ft so với trước khi cải biến. Nó có trọng lượng choán nước tiêu chuẩn 22.500 tấn Anh (22.900 t) và lên đến 26.500 tấn Anh (26.900 t) khi đầy tải nặng, tăng thêm trên 3.000 LT so với tải trọng tiêu chuẩn 19.513 tấn Anh (19.826 t) và tải trọng đầy tải nặng 22.890 tấn Anh (23.260 t) trước đây. Chiều cao khuynh tâm của Furious là 3,6 foot (1,1 m) khi đầy tải nặng, giảm bớt 1,48 foot (0,5 m) so với trước khi cải biến. Vào năm 1932, Furious có một thủy thủ đoàn gồm 738 sĩ quan và thủy thủ, cộng với 468 thành viên các liên đội bay phối thuộc.

### Hệ thống động lực
Những chiếc trong lớp Courageous là những tàu chiến lớn đầu tiên của Hải quân Hoàng gia được trang bị turbine hơi nước hộp số. Được bố trí trong hai phòng động cơ, mỗi turbine dẫn động một trong bốn trục chân vịt. Chân vịt của Furious có đường kính 11 foot 6 inch (3,5 m); hơi nước cho các turbine được cung cấp bởi 18 nồi hơi ống nước nhỏ Yarrow, được phân đều ra ba phòng nồi hơi. Các turbine này được thiết kế để cung cấp tổng công suất 90.000 mã lực càng (67.000 kW) ở áp suất làm việc 235 psi (1.620 kPa). Không có thay đổi đáng kể nào đối với hệ thống động lực trong quá trình cải biến cả ba chiếc thành tàu sân bay, nhưng trọng lượng choán nước tăng thêm đã làm giảm tốc độ tối đa của chúng xuống còn khoảng 30 hải lý trên giờ (56 km/h; 35 mph).
Trữ lượng nhiên liệu của Furious được tăng thêm 700 tấn Anh (710 t) vào lúc tái cấu trúc, cho phép nó có tầm xa hoạt động 7.480 hải lý (13.850 km; 8.610 mi) khi di chuyển ở tốc độ đường trường 10 hải lý trên giờ (19 km/h; 12 mph). Trữ lượng nhiên liệu của Courageous và Glorious cũng được tăng lên đến 3.800 tấn Anh (3.900 t) dầu đốt, cho phép chúng có tầm xa hoạt động 6.630 hải lý (12.280 km; 7.630 mi) ở tốc độ 10 knot.

### Vũ khí

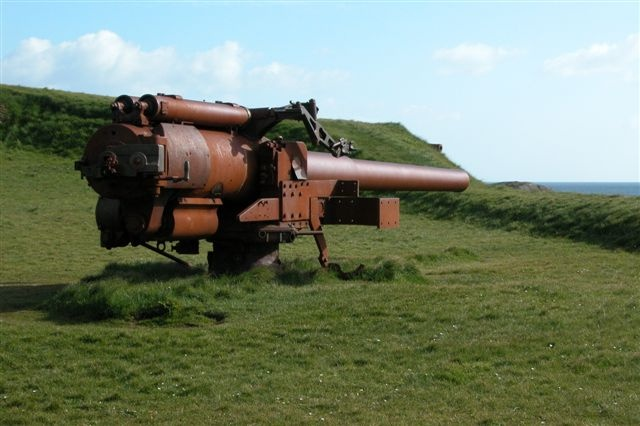
Một trong những khẩu pháo 5,5 inch của Furious được tái bố trí đến quần đảo Faroe.

Furious giữ lại mười khẩu pháo BL 5,5 in (140 mm) Mark I nạp bằng khóa nòng ban đầu, năm khẩu mỗi bên mạn, cho mục đích tự vệ chống lại tàu chiến đối phương. Chúng bắn ra đạn pháo nặng 82 pound (37 kg) ở lưu tốc đầu đạn 2.790 ft/s (850 m/s) và đạt được tầm xa 16.000 thước Anh (15.000 m) ở góc nâng tối đa 25°, và với tốc độ bắn 12 phát mỗi phút.
Sáu khẩu QF 4 inch (102 mm) Mark V thay thế cho các khẩu phòng không nguyên thủy, gồm bốn khẩu được bố trí bên cạnh sàn cất cánh phía trước và hai khẩu ở sàn sau; chúng có thể hạ đến góc −5° và nâng tối đa đến góc 80°. Kiểu vũ khí này bắn ra đạn pháo nổ mạnh (HE) nặng 31 pound (14 kg) với lưu tốc đầu đạn 2.387 ft/s (728 m/s) và một tốc độ bắn từ 10 đến 15 phát mỗi phút. Chúng có trần bắn tối đa 31.000 ft (9.400 m), nhưng trần bắn hiệu quả thấp hơn nhiều. Bốn khẩu bố trí trên sàn cất cánh phía trước được tháo dỡ trong lúc thử nghiệm cất cánh từ sàn dưới trong những năm 1926–1927, nhưng chỉ có hai khẩu được gắn trở lại sau khi hoàn tất thử nghiệm.
Bốn khẩu QF 2 pounder pom-poms nòng đơn được trang bị vào năm 1927. Khi Furious được tái trang bị từ tháng 9 năm 1930 đến tháng 2 năm 1932, dàn hỏa lực phòng không của nó được thay đổi với hai khẩu đội 2 pounder tám nòng lắp vào chỗ các khẩu pháo 4 inch phía trước sàn cất cánh được tháo dỡ trước đó. Kiểu bệ Mark V này có thể hạ đến góc −10° và nâng tối đa đến góc 80°; pháo 2 pounder Mark VIII bắn ra đạn pháo 40 milimét (1,6 in) nặng 0,91 pound (0,41 kg), với lưu tốc đầu đạn 1.920 ft/s (590 m/s) và đạt đến tầm xa tối đa 3.800 thước Anh (3.500 m). Tốc độ bắn của chúng là 96–98 phát mỗi phút.
Các khẩu pháo 5,5 inch (140 mm) và 4 inch (102 mm) được tháo dỡ khi Furious được tái trang bị vào đầu năm 1939; chúng được thay thế bằng 12 khẩu QF 4 inch (102 mm) Mark XVI trên các bệ Mark XIX nòng đôi đa dụng, gồm một khẩu đội trên sàn cất cánh bên dưới trước đây và một trên sàn sau, và hai khẩu đội mỗi bên mạn. Bệ Mark XIX có thể hạ đến góc −10° và nâng tối đa đến góc 80°; kiểu pháo bắn ra 15–20 phát đạn HE 35 pound (16 kg) mỗi phút ở lưu tốc đầu đạn 2.660 ft/s (810 m/s). Đối với mục tiêu nổi, nó có tầm xa tối đa 19.850 thước Anh (18.150 m), và trần bắn tối đa đối với mục tiêu trên không là 31.000 ft (9.400 m), nhưng trần bắn hiệu quả thấp hơn nhiều. Ngoài ra nó còn tăng cường hai khẩu 2 pounder Mark V trước và sau đảo cấu trúc thượng tầng mới được bổ sung cùng thời gian đó.
Trong Chiến tranh Thế giới thứ hai, Furious, chiếc duy nhất còn sống sót, sau cùng có tổng cộng 22 khẩu Oerlikon 20 mm phòng không hạng nhẹ vận hành bằng tay thay thế cho các khẩu súng máy Vickers 0,50 calibre bốn nòng. Pháo Oerlikon bắn ra đạn HE nặng 0,272 pound (0,123 kg) ở lưu tốc đầu đạn 2.750 ft/s (840 m/s); trần bắn tối đa của loại vũ khí này là 10.000 ft (3.000 m) và tầm xa tối đa là 4.800 thước Anh (4.400 m), cho dù tầm bắn hiệu quả chỉ dưới 1.000 thước Anh (910 m). Tốc độ bắn lý thuyết của nó là 450 phát mỗi phút, nhưng tốc độ bắn thực tế chỉ đạt từ 250 đến 360 phát mỗi phút do phải nạp lại đạn.
Một cấu hình hỗn hợp pháo chống hạm và pháo phòng không đơn dụng thuộc các cỡ khác nhau được Bộ Hải quân Anh cân nhắc để trang bị cho Courageous và Glorious, nhưng cuối cùng bị hủy bỏ thay bằng 16 khẩu pháo QF 4,7 in (120 mm) Mark VIII đa dụng (cả chống hạm lẫn phòng không) trên các bệ nòng đơn góc cao. Một khẩu được lắp mỗi bên mạn của sàn cất cánh bên dưới phía trước và một cặp trên sàn phía sau, 12 khẩu còn lại được bố trí dọc theo mạn tàu. Bệ pháo này có thể hạ đến góc −5° và nâng tối đa đến góc 90°; pháo Mark VIII bắn ra đạn HE nặng 50 pound (23 kg) ở lưu tốc đầu đạn 2.457 ft/s (749 m/s) và một tốc độ bắn từ 8 đến 12 phát mỗi phút. Chúng có trần bắn tối đa 32.000 ft (9.800 m), nhưng trần bắn hiệu quả trong thực tế thấp hơn nhiều. Tầm xa tối đa đối với mục tiêu nổi là 16.160 thước Anh (14.780 m).
Trong đợt tái trang bị vào giữa những năm 1930, cả hai con tàu đều được tăng cường nhiều khẩu đội 2 pounder pom-pom. Courageous được trang bị ba khẩu đội Mark VII bốn nòng, gồm một khẩu mỗi bên sàn cất cánh phía trước các khẩu pháo 4,7 inch và một phía sau đảo thượng tầng trên sàn cất-hạ cánh; hai trong số chúng sau này được chuyển sang thiết giáp hạm Royal Sovereign. Glorious được trang bị ba khẩu đội Mark VI tám nòng ở cùng vị trí. Cả hai con tàu nhận được một khẩu đội súng máy bốn nòng Vickers.50 calibre Mark III làm mát bằng nước; đặt trên bệ có thể hạ đến góc −10° và nâng đến góc tối đa 70°. Kiểu súng máy này bắn ra đạn 1,326 ounce (37,6 g) ở lưu tốc đầu đạn 2.520 ft/s (770 m/s); cho phép có tầm xa tối đa 5.000 thước Anh (4.600 m), cho dù tầm bắn hiệu quả thực sự chỉ đạt 800 thước Anh (730 m). Cả hai không được tăng cường gì thêm trong chiến tranh do bị tổn thất sớm vào đầu cuộc chiến.

### Kiểm soát hỏa lực và radar
Để giúp hệ thống vũ khí trong việc bắn trúng mục tiêu, Furious được hoàn tất với một hệ thống điều khiển hỏa lực mỗi bên mạn, với những bộ dẫn hướng riêng biệt cho các khẩu pháo góc thấp và góc cao. Pháo 5,5 inch được điều khiển tập trung từ một bảng điều khiển hỏa lực Dreyer bố trí ở sàn dưới; trong khi pháo 4 inch có các máy tính cơ khí bên cạnh những bộ dẫn hướng của chúng. Các bộ điều khiển hỏa lực sẵn có được tháo dỡ khi Furious được trang bị pháo 4 inch mới đa dụng vào năm 1939. Các bộ điều khiển hỏa lực góc cao, bao gồm hai bộ dành cho các khẩu pom-pom, được gắn trên nóc đảo cấu trúc thượng tầng mới và trên sàn cất cánh bên dưới trước đây. Trong thời gian chiến tranh, radar tác xạ Kiểu 285 được bố trí trên nóc bộ điều khiển hỏa lực góc cao. Nó còn được trang bị radar dò tìm không trung Kiểu 290.
Courageous thoạt tiên chỉ được trang bị các bộ điều khiển hỏa lực góc thấp cho các khẩu pháo của nó, rồi được thay thế bằng các bộ điều khiển hỏa lực đa dụng khi nó được tái trang bị vào năm 1930; trong khi Glorious được trang bị bộ đa dụng ngay từ đầu vì được hoàn tất trễ hơn. Cả hai đều chưa được trang bị radar trước khi chúng bị mất trong chiến tranh.

### Vỏ giáp bảo vệ
Không giống các tàu chiến-tuần dương Anh khác, phần lớn vỏ giáp của những chiếc Courageous được làm từ thép có độ co giãn cao (HTS: high-tensile steel), kiểu thép thường dùng trong cấu trúc các con tàu. Đai giáp ở mực nước bằng thép HTS dày 2 inch (51 mm), và được che phủ bởi một vỏ thép dày 1 inch (25 mm). Nó bảo vệ cho khoảng hai-phần-ba giữa con tàu, với phần mở rộng phía trước dày 1 inch cho đến vách ngăn ngang dày 2 inch gầmn mũi tàu. Đai giáp có chiều cao 23 foot (7,0 m), trong đó 18 inch (0,5 m) bên dưới ngấn nước thiết kế. Từ vị trí bệ tháp pháo mũi trước đây, một vách ngăn dày 3 inch (76 mm) mở rộng ra hai bên mạn tàu giữa sàn trên và sàn dưới, cùng một vách ngăn tương đương ở vị trí bệ tháp pháo đuôi trước đây. Bốn lớp sàn tàu được bọc thép với độ dày 0,75–3 inch (19–76 mm), chỗ dày nhất bên trên các hầm đạn và trục bánh lái. Sau trận Jutland năm 1916, có thêm 110 tấn Anh (112 t) vỏ giáp bảo vệ bổ sung được tăng cường cho sàn tàu chung quanh hầm đạn.
Khi được cải biến thành tàu sân bay, ngoại trừ bệ tháp pháo, các thành phần khác của vỏ giáp ít thay đổi. Các vách ngăn ngang được bố trí vào vị trí các bệ tháp pháo trước đây. Sàn cất-hạ cánh có độ dày 0,625 inch (15,9 mm). Các vách ngăn chống ngư lôi được tăng cường trong lúc chế tạo với độ dày tăng từ 0,75 inch (19 mm) lên 1,5 inch (38 mm). Cả ba con tàu đều được trang bị những bầu chống ngư lôi nông tích hợp vào lườn tàu, vốn dự định sẽ kích nổ các quả ngư lôi trước khi chúng va chạm thực sự vào lườn và làm lệch hướng vụ nổ dưới nước lên mặt nước cách xa khỏi con tàu. Tuy nhiên các thử nghiệm tiến hành sau đó cho thấy chúng không đủ sâu để đảm trách vai trò, và thiếu sót các lớp ngăn xen kẻ để trống và đổ đầy cần thiết trong việc hấp thu sức mạnh của vụ nổ.

### Không lực phối thuộc

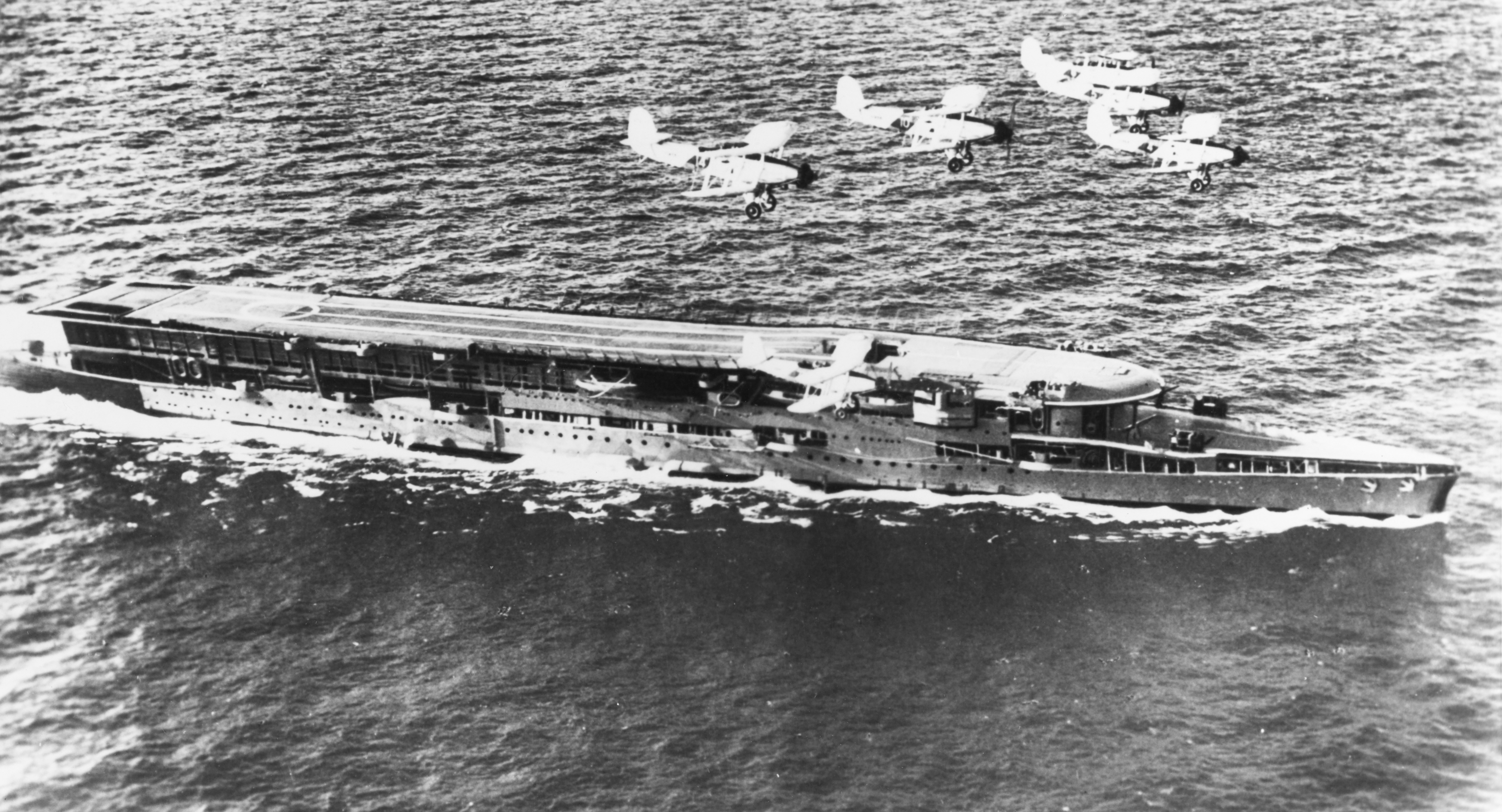
Furious vào giữa những năm 1930 với một phi đội máy bay ném bom-ngư lôi Blackburn Baffin bay bên trên

Thông thường, Furious chỉ có thể mang theo khoảng 36 máy bay. Vào những năm 1920, chúng thường bao gồm một phi đội (một liên đội sau năm 1932) máy bay tiêm kích Fairey Flycatcher, hai phi đội máy bay trinh sát Blackburn Blackburn hoặc Avro Bison, một phi đội máy bay trinh sát chỉ điểm Fairey IIID và một phi đội máy bay ném bom-ngư lôi Blackburn Dart. Đến năm 1935, chúng bao gồm một liên đội tiêm kích Hawker Nimrod hoặc Hawker Osprey, một liên đội ném bom-ngư lôi Blackburn Baffin và một liên đội trinh sát Fairey IIIF. Trong Thế Chiến II, chiếc tàu sân bay mang một liên đội tiêm kích và hai liên đội máy bay tấn công thuộc những kiểu khác nhau, cho dù thành phần được điều chỉnh trong mỗi nhiệm vụ riêng biệt.
Courageous và Glorious cũng có một lực lượng không quân phối thuộc tương tự ngoài trừ chúng mang theo được tổng cộng 48 máy bay. Chúng cũng có chủng loại máy bay giống như của Furious, mặc dù chúng cũng từng hoạt động các kiểu máy bay Fairey Seal, Blackburn Shark và Blackburn Ripon.

## Phục vụ trước chiến tranh
Furious được phân về Hạm đội Đại Tây Dương sau khi đưa ra hoạt động vào năm 1925, mặc dù nó trải qua hầu hết thời gian trong những năm tiếp theo tiến hành thử nghiệm hầu như tất cả các loại máy bay của Không lực Hải quân Hoàng gia, bao gồm hạ cánh và cất cánh các kiểu thủy phi cơ Fairey IIID và Fairey Flycatcher, có hoặc không có bánh đáp, để so sánh với nhiều kiểu thiết kế phao nổi bằng gỗ và kim loại. Sàn cất cánh bên dưới được bôi mỡ cho phép chúng cất cánh với khó khăn tối thiểu. Một chiếc Flycatcher trang bị ván trượt bằng gỗ cũng được thử nghiệm với kết quả hoàn toàn hài lòng. Hệ thống dây hãm hầu như không sử dụng trong các cuộc thử nghiệm này và bị tháo dỡ không lâu sau đó. Các tấm rào chắn gió dọc theo sàn đáp được trang bị vào năm 1927 để giữ cho máy bay không bị tạt qua mạn tàu khi thời tiết xấu. Việc hạ cánh ban đêm lần đầu tiên trên một tàu sân bay được một chiếc Blackburn Dart thực hiện vào ngày 6 tháng 5 năm 1926 trên chiếc Furious.
Con tàu được đưa về lực lượng dự bị vào ngày 1 tháng 7 năm 1930 cho một đợt đại tu kéo dài tại Devonport từ tháng 9 năm 1930 đến tháng 2 năm 1932, chủ yếu cho việc tái trang bị động cơ và nồi hơi. Ngoài ra sàn phía sau được nâng lên một tầng, dàn hỏa lực phòng không được cải tiến cũng như bổ sung thiết bị phun nước trong hầm chứa máy bay. Sau khi hoàn tất, nó chạy thử máy hết công suất vào ngày 16 tháng 2 năm 1932, khi nó đạt tốc độ tối đa 28,8 hải lý trên giờ (53,3 km/h; 33,1 mph) với tổng công suất 89.754 mã lực càng (66.930 kW).
Furious được đưa ra hoạt động trở lại vào tháng 5 năm 1932 trong thành phần Hạm đội Nhà với một thủy thủ đoàn rút gọn cho đến khi đặt trong tình trạng sẵn sàng với thủy thủ đoàn đầy đủ vào tháng 11. Hệ thống dây hãm ngang được lắp đặt vào một thời gian nào đó lúc đầu những năm 1930. Nó được điều đến Hạm đội Địa Trung Hải từ tháng 5 đến tháng 10 năm 1934, và đã hiện diện trong cuộc Duyệt binh Hạm đội tại Spithead vào ngày 20 tháng 5 năm 1937 nhân dịp lễ Đăng quang của Vua George VI. Nó trở thành một tàu sân bay huấn luyện cất-hạ cánh vào năm 1937, và từ tháng 12 năm 1937 đến tháng 5 năm 1938 được tái trang bị tại Devonport khi phần trước của sàn cất cánh bên dưới được nâng lên một tầng để giúp nó bớt ướt nước phía trước. Khi vụ Khủng hoảng Munich xảy ra vào tháng 9 năm 1938, nó nhận lên tàu các liên đội không lực hải quân 801, 821 và 822, rồi tập hợp cùng hạm đội tại Scapa Flow, trước khi quay trở lại nhiệm vụ huấn luyện thường lệ sau khi vụ khủng hoảng được dàn xếp một cách hòa bình.
Chiếc tàu sân bay trải qua một đợt nâng cấp đáng kể từ tháng 1 đến tháng 5 năm 1939, tháo dỡ các khẩu pháo 5,5 inch và các rào chắn gió, lắp đặt các khẩu phòng không trên sàn cất cánh, hàn kín các cửa mặt trước của hầm chứa máy bay phía trên và bổ sung một đảo cấu trúc thượng tầng nhỏ bên mạn phải. Furious quay trở lại nhiệm vụ huấn luyện sau khi hoàn tất việc tái trang bị, và tiếp tục cho đến tháng 10 năm 1939.

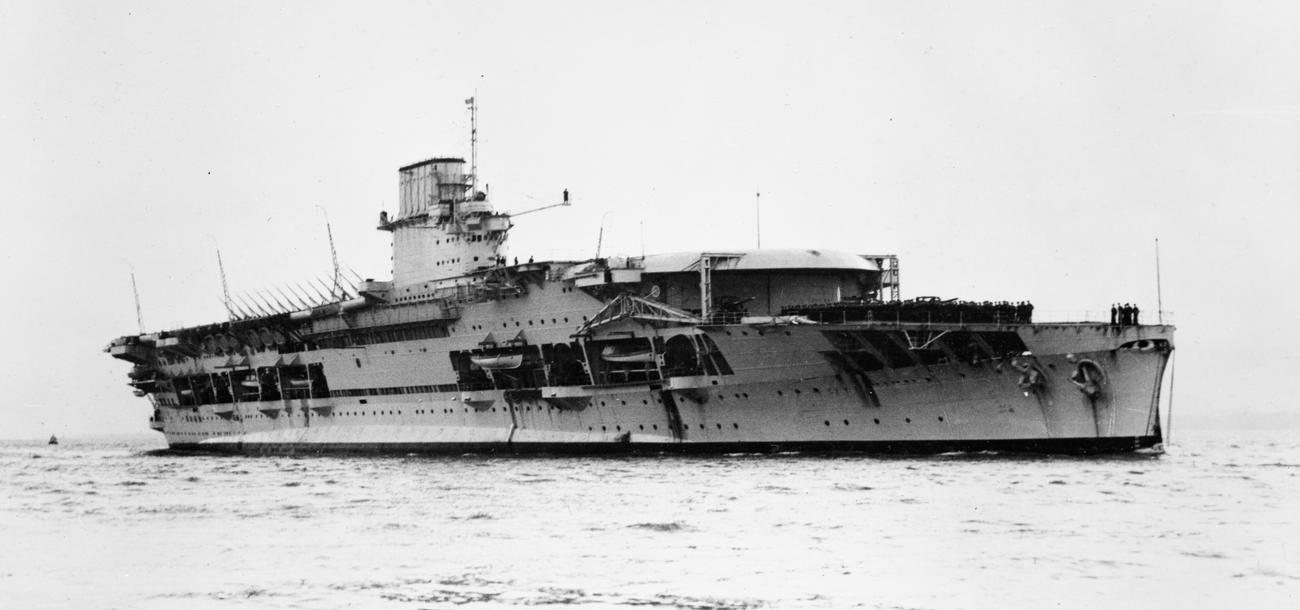
Courageous đang neo đậu, khoảng năm 1935

Courageous được cho hoạt động trở lại vào ngày 21 tháng 2 năm 1928 và được phân về Hạm đội Địa Trung Hải từ tháng 5 năm 1928 đến tháng 6 năm 1930. Nó được Glorious thay phiên để được tái trang bị từ tháng 6 đến tháng 8 năm 1930. Con tàu được điều về Hạm đội Đại Tây Dương và Hạm đội Nhà từ ngày 12 tháng 12 năm 1930 đến tháng 12 năm 1938, ngoại trừ một đợt biệt phái ngắn đến Hạm đội Địa Trung Hải vào năm 1936. Vào đầu những năm 1930, nó được trang bị hệ thống dây hãm ngang cùng hai máy phóng thủy lực trên sàn đáp trên trước tháng 3 năm 1934. Courageous lại được tái trang bị từ tháng 10 năm 1935 đến tháng 6 năm 1936 và được bổ sung nhiều khẩu đội phòng không pom-pom. Nó cũng có mặt trong cuộc Duyệt binh Hạm đội Đăng quang 1937; rồi trở thành một tàu sân bay huấn luyện vào tháng 12 năm 1938 khi tàu sân bay Ark Royal gia nhập Hạm đội Nhà, và tiếp tục trong vai trò này cho đến khi Thế Chiến II mở màn.

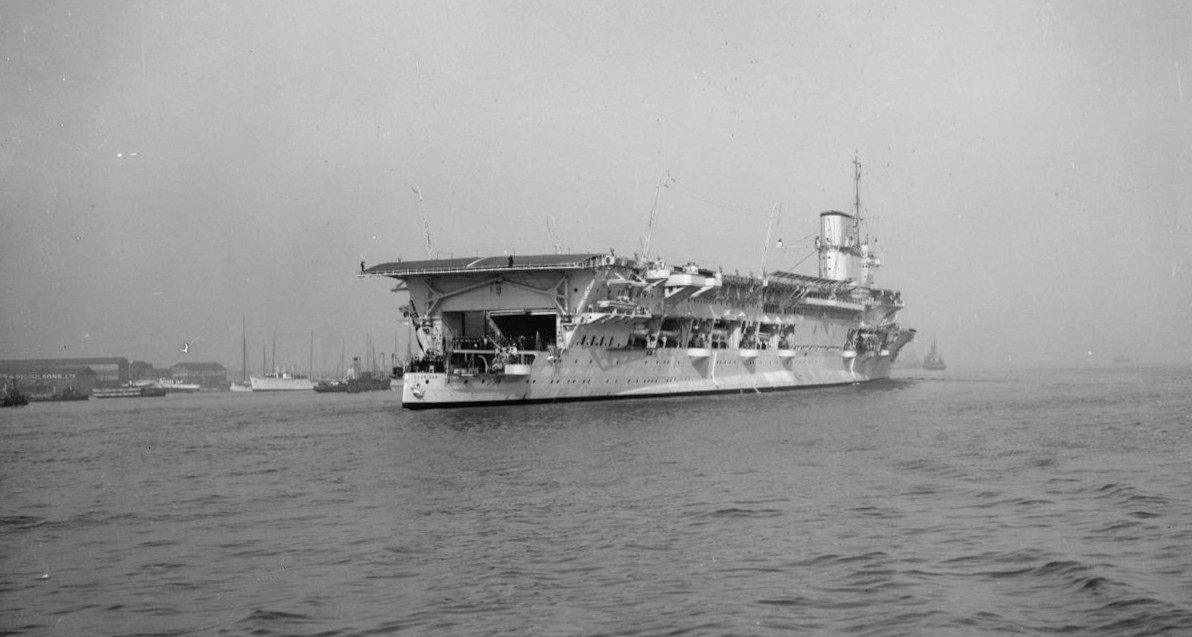
Glorious đang neo đậu, khoảng năm 1934

Glorious được cho hoạt động trở lại vào ngày 24 tháng 2 năm 1930 để phục vụ cùng Hạm đội Địa Trung Hải, nhưng nó lại được điều về Hạm đội Nhà từ tháng 6 năm 1930. Nó thay phiên cho Courageous tại Hạm đội Địa Trung Hải vào tháng 6 năm 1930 và tiếp tục ở lại đây cho đến tháng 10 năm 1939. Trong hoàn cảnh sương mù vào ngày 1 tháng 4 năm 1931, Glorious đã va phải chiếc SS Florida ở giữa tàu khi di chuyển ở tốc độ 16 kn (30 km/h). Cú va chạm làm đổ sụp 60 foot (18,3 m) sàn cất cánh, buộc nó phải đi đến Gibralta để sửa chữa tạm thời, Nó phải đi đến Malta để được sửa chữa triệt để vốn kéo dài cho đến tháng 9 năm 1931. Trong một thời gian nào đó vào đầu những năm 1930, hệ thống dây hãm ngang được lắp đặt. Glorious được tái trang bị tại Devonport từ tháng 7 năm 1934 đến tháng 7 năm 1935, nơi nó được bổ sung hai máy phóng, sàn đáp được kéo dài đến tận đuôi, sàn trước được nâng lên một tầng cùng nhiều khẩu đội phòng không pom-pom. Glorious cũng tham gia cuộc Duyệt binh Hạm đội Đăng quang 1937 trước khi quay trở lại Địa Trung Hải.

## Chiến tranh Thế giới thứ hai

### Courageous

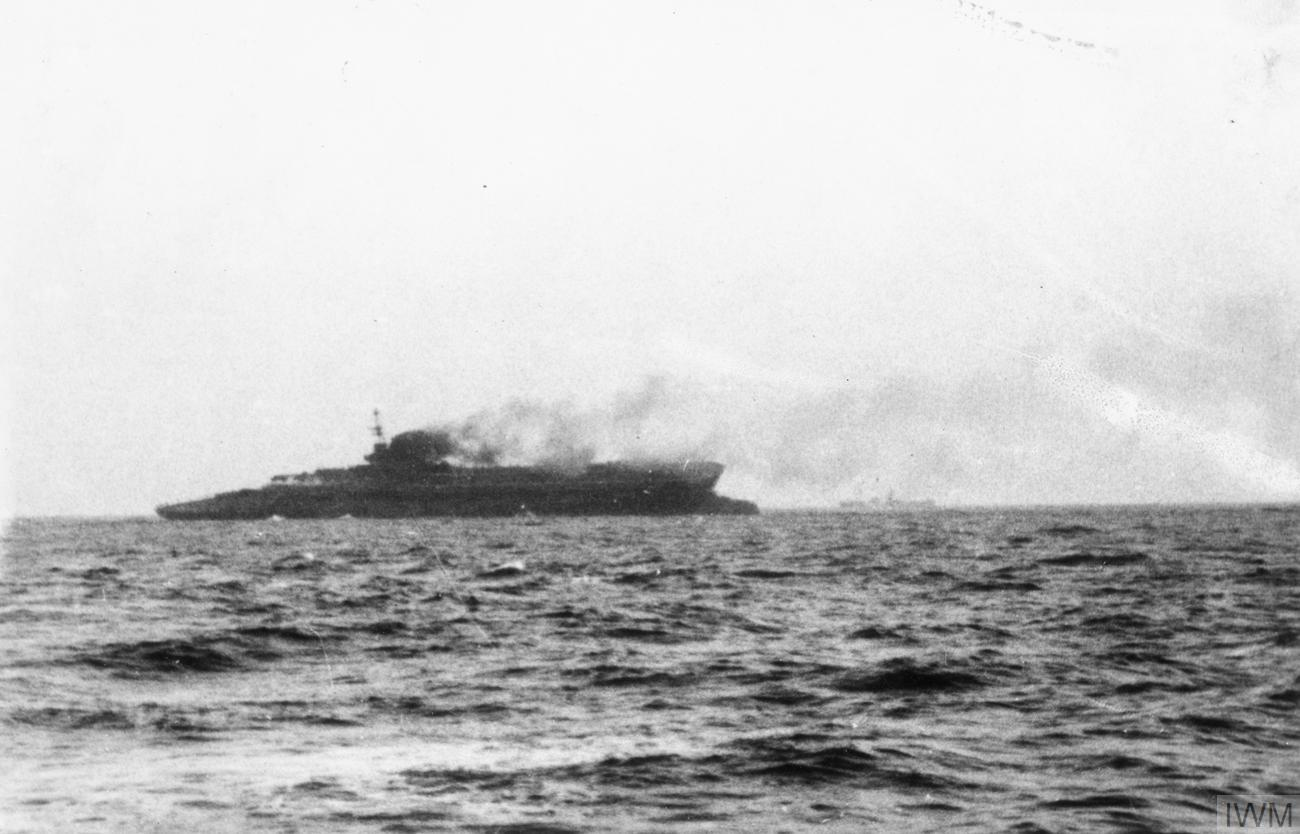
Courageous đang bị chìm

Trong những ngày đầu tiên của cuộc xung đột, các đội đặc nhiệm tìm và diệt được hình thành chung quanh các tàu sân bay hạm đội để phát hiện và tiêu diệt tàu ngầm U-boat. Vào ngày 17 tháng 9 năm 1939, hai quả ngư lôi phóng từ tàu ngầm Đức U-29 đã lật ngược thế cờ, và Courageous trở thành tàu chiến Anh đầu tiên bị đánh đắm trong Chiến tranh Thế giới thứ hai. Do chiếc tàu sân bay Ark Royal cũng bất ngờ suýt bị ngư lôi từ tàu ngầm bắn trúng bảy ngày trước đó, các tàu sân bay hạm đội được cho rút khỏi vai trò này.

### Glorious
Lực lượng J, bao gồm Glorious, được tổ chức để săn tìm thiết giáp hạm bỏ túi Đức Admiral Graf Spee tại Ấn Độ Dương. Việc này đã không thành công, và Glorious tiếp tục ở lại Ấn Độ Dương cho đến tháng 12 năm 1939 khi nó được chuyển sang Địa Trung Hải. Glorious được gọi quay trở về Hạm đội Nhà vào tháng 4 năm 1940 để hỗ trợ trên không cho lực lượng Anh đổ bộ lên Na Uy. Những chiếc Gloster Gladiators thuộc Liên đội Không quân Hoàng gia 263 được nhận lên tàu để được chuyển đến các căn cứ ở Na Uy. Glorious và Ark Royal có mặt ngoài khơi miền Trung Na Uy vào ngày 24 tháng 4, nơi Liên đội 263 được chuyển lên bờ còn những máy bay được phối thuộc của chiếc tàu sân bay tấn công các mục tiêu tại khu vực Trondheim. Glorious phải quay trở về Scapa Flow vào ngày 27 tháng 4 để tiếp nhiên liệu và nhận máy bay mới. Nó quay trở lại vào ngày 1 tháng 5 nhưng không thể chất dỡ số máy bay mới do thời tiết xấu. Lực lượng đặc nhiệm bị Không quân Đức không kích nặng nề suốt ngày và phải rút lui vào chiều tối hôm đó.
Glorious quay trở lại vào ngày 18 tháng 5 với sáu thủy phi cơ Supermarine Walrus thuộc Liên đội Không lực Hải quân 701 và 18 máy bay tiêm kích Hawker Hurricane của Liên đội Không quân Hoàng gia 46 trên tàu. Những chiếc Walrus nhanh chóng cất cánh để bay đến Harstad, nhưng sân bay tại Skånland dành cho những chiếc Hurricane vẫn chưa sẵn sàng, nên chúng vẫn còn trên tàu khi Glorious quay trở về Scapa Flow vào ngày 21 tháng 5. Chiếc tàu sân bay quay lại khu vực Narvik vào ngày 26 tháng 5 và những chiếc Hurricane nhanh chóng cất cánh.
Thành công nhỏ nhoi này không thể cứu vãn tình thế chung, và lực lượng Anh buộc phải rút lui vài này sau đó. Chiến dịch Alphabet nhằm triệt thoái bắt đầu ở phía Bắc trong đêm 3-4 tháng 6, và Glorious đi đến ngoài khơi vào ngày 2 tháng 6 để hỗ trợ. Nó chỉ mang theo chín chiếc Sea Gladiator thuộc Liên đội Không lực Hải quân 802 cùng sáu chiếc máy bay ném bom-ngư lôi Fairey Swordfish thuộc Liên đội 832 để tự vệ, vì hy vọng sẽ triệt thoái được những máy bay tiêm kích Không quân Hoàng gia nếu hoàn cảnh cho phép. Mười chiếc Gladiator thuộc Liên đội 263 đã hạ cánh vào xế trưa ngày 7 tháng 6, rồi đến lượt những chiếc Hurricane thuộc Liên đội Không quân Hoàng gia 46 cũng hạ cánh thành công mà không gặp vấn đề gì đáng kể vào đầu hôm, cho dù chúng có tốc độ hạ cánh nhanh hơn những chiếc máy bay cánh kép. Đây là lần đầu tiên kiểu máy bay chiến đấu cánh đơn tính năng cao không có móc hãm hạ cánh trên một tàu sân bay.
Đại tá hạm trưởng Guy D'Oyly-Hughes đã yêu cầu và được phép di chuyển độc lập đến Scapa Flow vào những giờ đầu tiên của ngày 8 tháng 6. Trên đường quay về ngang qua Bắc Hải, Glorious cùng hai tàu khu trục hộ tống Acasta và Ardent bị hai thiết giáp hạm Đức Scharnhorst và Gneisenau phát hiện. Không có chiếc máy bay tuần tra chiến đấu (CAP) nào hiện diện trên không, không một máy bay nào đậu trên sàn đáp sẵn sàng cất cánh cũng như không có quan sát viên nào trực chiến. Các tàu chiến hạng nặng Đức đã đánh chìm cả ba con tàu Anh cùng hầu hết thủy thủ đoàn, cho dù Acasta đã xoay xở phóng ngư lôi nhắm vào Scharnhorst trước khi nó bị chìm. Chỉ có 43 người của Glorious còn sống sót.

### Furious
Cho đến ngày 2 tháng 10 năm 1939, Furious vẫn tiếp tục làm nhiệm vụ huấn luyện kết hợp với tuần tra càn quét chống tàu ngầm ngoài khơi bờ biển phía Đông Scotland. Sau đó nó được điều về Hạm đội Nhà thay thế cho chiếc Courageous bị đánh chìm, và được tung ra cùng với hạm đội vào ngày 8 tháng 10 để truy tìm Gneisenau cùng các tàu tháp tùng được trông thấy ngoài khơi phía Nam Na Uy. Furious rời khỏi nơi neo đậu tại Scapa Flow bên cạnh thiết giáp hạm Royal Oak để tiếp tục truy tìm vô vọng các tàu Đức vào ngày 13 tháng 10, chỉ một ngày trước khi Royal Oak bị tàu ngầm U-47 đánh chìm ngay tại Scapa Flow. Furious trở thành soái hạm của đoàn tàu vận tải đưa phần lớn Sư đoàn 1 Bộ binh Canada đến Anh Quốc vào giữa tháng 12 năm 1939.
Furious gia nhập cùng Hạm đội Nhà ngoài khơi bờ biển Na Uy vào ngày 10 tháng 4 năm 1940 khi những chiếc Swordfish của nó thực hiện nhiều cuộc tấn công xuống tàu bè Đức tại Narvik những ngày tiếp theo. Nó được tiếp nhiên liệu tại Tromsø vào ngày 14 tháng 4 và đã ở lại phía sau trong khi phần lớn Hạm đội Nhà khởi hành vào ngày 15 tháng 4, máy bay của nó thực hiện những phi vụ trinh sát cho đến khi được lệnh quay trở về nhà vào ngày 25 tháng 4. Turbine phía trong bên mạn trái bị hư hại cho chấn động của một cú suýt trúng vào ngày 18 tháng 4 và hư hại nghiêm trọng hơn so với ước lượng ban đầu. Sau khi được sửa chữa nhanh, Furious quay trở lại vào ngày 18 tháng 5 mang theo những chiếc Gladiator thuộc Liên đội 263 được tái lập; chúng được tung ra vào ngày 21 tháng 5 sau khi căn cứ của chúng tại Bardufoss sẵn sàng. Chiếc tàu sân bay quay lại Scapa Flow sau khi những chiếc Gladiator cất cánh.
Chỉ mang theo một nửa Liên đội Không lực Hải quân 816 để tự bảo vệ, Furious di chuyển mà không được hộ tống đến Halifax, Nova Scotia, chở theo số vàng trữ kim trị giá 18 triệu Bảng Anh. Đến ngày 1 tháng 7, nó hộ tống một đoàn tàu vận tải chuyển quân Canada hướng đến Iceland từ Halifax và chở theo gần 50 máy bay, linh kiện và đạn dược. Theo sáng kiến riêng của cá nhân, Đại tá Hải quân hạm trưởng Thomas Hope Troubridge ra lệnh chất đầy đường vào mọi chỗ trống có được trên tàu để chở về Anh. Nó nhận lại liên đội không lực phối thuộc của mình sau khi quay về và thực hiện một số cuộc không kích xuống tàu bè tại vùng biển Na Uy và xuống căn cứ thủy phi cơ tại Tromsø trong suốt tháng 10 năm 1940. Furious nhận lên tàu 55 máy bay tại Liverpool vào ngày 7 tháng 11 để lên đường đi Takoradi, Gold Coast vào ngày 15 tháng 11, nơi số máy bay này cất cánh vào ngày 27 tháng 11 tăng cường cho các đơn vị tiêm kích của Không lực Sa mạc đang bảo vệ Ai Cập. Đến ngày 15 tháng 12, Furious quay trở về Liverpool nơi nó tiếp tục nhận 40 chiếc Hurricane để chuyển giao đến Takoradi. Nó khởi hành vào ngày 21 tháng 12, gia nhập Đoàn tàu vận tải WS5A và đụng độ với tàu tuần dương Đức Admiral Hipper vào ngày 25 tháng 12. Con tàu Đức bị đánh đuổi bởi lực lượng hộ tống, và Furious đi đến Takoradi vào ngày 10 tháng 1 năm 1941. Nó quay về đến Anh vào ngày 5 tháng 2, trải qua một đợt tái trang bị ngắn trước khi thực hiện một chuyến vận chuyển máy bay khác đến Takoradi từ ngày 4 đến ngày 22 tháng 3.
Giờ đây với một điểm đến mới cho các chuyến vận chuyển, Furious chuyên chở hai tá máy bay Hurricane đến Gibralta vào ngày 25 tháng 4 nơi chúng được chuyển sang chiếc Ark Royal để được tiếp tục chuyển đến Malta đang bị phong tỏa. Nó quay trở lại với một lô Hurricane khác và đến Gibralta vào ngày 18 tháng 5; một số chiếc được chuyển sang Ark Royal qua những tấm ván nối liền hai sàn đáp khi hai chiếc tàu sân bay đậu quay đuôi lại với nhau. Lần này Furious tháp tùng theo Ark Royal, cả hai chiếc đã tung máy bay của chúng ra ở một địa điểm phía Nam Sardinia. Nó đã lặp lại nhiệm vụ vận chuyển này thêm ba lần từ tháng 6 đến tháng 9 năm 1941. Tuy nhiên, vào tháng 7 và tháng 8, Furious cùng với tàu sân bay Victorious đã tấn công các căn cứ Đức ở khu vực Bắc Cực của Na Uy và Phần Lan với thành công hạn chế và tổn thất nặng. Sau chuyến vận chuyển cuối cùng, nó được gửi đến Philadelphia, Pennsylvania, Hoa Kỳ để tái trang bị.
Furious quay trở lại Anh vào tháng 4 năm 1942 và trải qua ba tháng tiếp theo huấn luyện. Vào tháng 8 nó tham gia đoàn tàu vận tải hướng đến Malta trong khuôn khổ Chiến dịch Pedestal, nhưng chỉ tiến đến đủ gần cho 38 chiếc máy bay Supermarine Spitfire cất cánh bay đến được Malta. Tàu sân bay Eagle cùng tham gia đã bị trúng ngư lôi và chìm trong chiến dịch này, nhưng Furious đã quay mũi trở lại sau khi số máy bay cất cánh và quay về Gibralta an toàn. Nó nhận lên tàu một lô 32 chiếc Spitfire khác vào ngày 16 tháng 8 và chúng cất cánh vào ngày hôm sau ở vị trí phía Đông Nam quần đảo Baleares. Sau nhiệm vụ này, Furious được gửi trở về Hạm đội Nhà để huấn luyện; tuy nhiên một nhiệm vụ cần thiết khác để tăng cường phòng thủ Malta trước Chiến dịch Torch được đặt ra, và nó có mặt vào ngày 27 tháng 10. Nó nhận lên tàu 32 chiếc Spitfire và tung chúng ra vào ngày 29 tháng 10 trước khi quay trở lại Gibralta tham gia Chiến dịch Torch.
Đảm nhận nhiệm vụ hỗ trợ cho lực lượng đặc nhiệm trung tâm, máy bay của Furious đã vô hiệu hóa các sân bay tại La Senia và Tafraoui, cả hai đều gần Oran, Algeria. Nó tiếp tục ở lại cùng Lực lượng H cho đến tháng 2 năm 1943 trước khi được chuyển sang Hạm đội Nhà, nơi nó phục vụ cho đến hết chiến tranh. Vào tháng 7, Hạm đội Nhà phô trương lực lượng ngoài khơi Na Uy trong một nỗ lực đánh lừa thu hút sự chú ý của đối phương khỏi hoạt động chính khi Đồng Minh đổ bộ lên Sicilia. Nhiệm vụ của Furious là nhữ cho một máy bay trinh sát Đức phát hiện các con tàu Anh và đánh điện báo cáo trước khi bắn hạ nó. Furious được tái trang bị trong tháng 8 rồi trải qua hết thời gian còn lại của năm trong công việc huấn luyện.
Vào ngày 3 tháng 4 năm 1944, máy bay Fairey Barracuda xuất phát từ Furious và Victorious đã tấn công thiết giáp hạm Đức Tirpitz tại Altafjord, Na Uy, như một phần của Chiến dịch Tungsten. Tirpitz bị đánh trúng 14 lần, và phải mất đến ba tháng để sửa chữa, cho dù bốn chiếc máy bay đã bị mất trong cuộc tấn công. Hạm đội Nhà cố thực hiện một cuộc tấn công khác vào cuối tháng, nhưng hoàn cảnh thời tiết xấu đã ngăn trở không thể thực hiện; thay vào đó các tàu sân bay đã tấn công các cơ sở tại Bodø, nhưng phát hiện một đoàn tàu vận tải Đức và đã đánh chìm ba chiếc. Ba chiến dịch khác được tiến hành trong tháng 5 nhắm vào các mục tiêu phía Bắc Na Uy, bao gồm hai lần nhắm vào Tirpitz, bị hủy bỏ hay chuyển sang mục tiêu khác, nhưng cũng đánh chìm được ba tàu Đức và hai chiếc khác bị bốc cháy. Furious và các tàu sân bay khác tiến hành một nỗ lực khác nhằm đánh chìm Tirpitz vào ngày 17 tháng 7 nhưng đã không thành công vì lực lượng phòng thủ Đức đã được báo động toàn diện. Thêm bốn cuộc tấn công tương tự nhắm vào Tirpitz được thực hiện trong tháng 8, nhưng chỉ có cuộc không kích vào ngày 24 tháng 8 thành công một phần với hai cú đánh trúng gây hư hại nhẹ.
Khi chiến tranh tiếp diễn, sự cũ kỹ và những giới hạn của nó càng trở nên rõ ràng, và Furious được đưa về lực lượng dự bị vào ngày 15 tháng 9 năm 1944. Nó bị loại bỏ vào tháng 4 năm 1945 rồi được sử dụng trong thử nghiệm đánh giá tác động các vụ nổ đối với cấu trúc con tàu. Furious bị bán để tháo dỡ vào năm 1948 và việc tháo dỡ hoàn tất vào năm 1954 tại Troon.